# 1760 en architecture
| Années de l'architecture : 1757 - 1758 - 1759 - 1760 - 1761 - 1762 - 1763    |
| Décennies de l'architecture : 1730 - 1740 - 1750 - 1760 - 1770 - 1780 - 1790 |

Cet article présente les faits marquants de l'année 1760 en architecture.

## Réalisations
- Maison Bié, hôtel particulier réalisé par un négociant à usage d'habitation et de chai à proximité du port de Mont-de-Marsan

## Événements
- x

## Récompenses
- Prix de Rome : x.

## Naissances
- 18 septembre : Jean Nicolas Louis Durand († 31 décembre 1834).

## Décès
- x